# Paços de Vilharigues
Paços de Vilharigues era una freguesia portuguesa del municipio de Vouzela, distrito de Viseo.

## Historia
Fue suprimida el 28 de enero de 2013, en aplicación de una resolución de la Asamblea de la República portuguesa promulgada el 16 de enero de 2013 al unirse con la freguesia de Vouzela, formando la nueva freguesia de Vouzela e Paços de Vilharigues.